# موینگا، آنگولا
موینگا (به انگلیسی: Mavinga) شهری در استان کواندو کوبانگو واقع در کشور آنگولا است که در سال ۲۰۰۹ میلادی ۴٬۴۴۲ نفر جمعیت داشته است.